# 达子滩东顶遗址
达子滩东顶遗址，位于中国青海省海东市乐都区碾伯镇下寨子村，为青海省市县级文物保护单位，公布日期为2003年6月20日，类型为古遗址。
达子滩东顶遗址的历史年代为青铜。